# Cisticola anonymus
Cisticola anonymus е вид птица от семейство Cisticolidae.

## Разпространение
Видът е разпространен в Ангола, Камерун, Централноафриканската република, Демократична република Конго, Република Конго, Екваториална Гвинея, Габон, Нигерия и Сиера Леоне.